# Лауэр, Йозеф
Йозеф Лауэр (нем. Josef Lauer; 1818, Вена — 28 сентября 1881[…], Вена) — австрийский художник, мастер натюрмортов.

## Биография

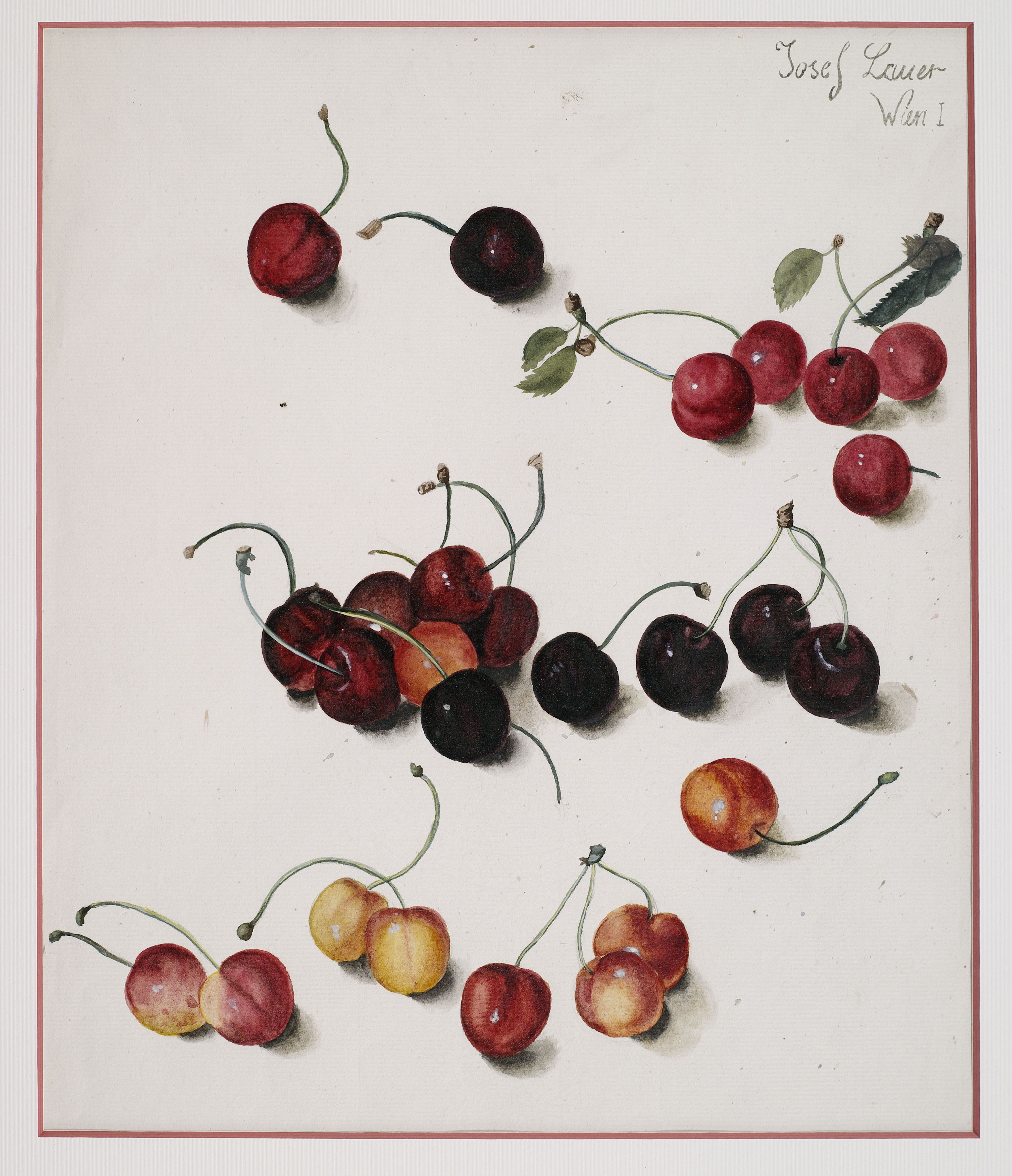
Вишни

Родился в 1818 году в Вене. Окончил Венскую академию художеств и практически сразу же избрал главное темой своего творчества натюрморты с цветами и фруктами. Работы Лаэура испытали некоторое влияние доминировавшего в то время в австрийском искусстве стиля Бидермайер. Однако, в целом, он являлся продолжателем традиций жанра цветочного натюрморта, пик развития которого связан с деятельностью художников из круга Яна ван Хейсума, современника Рембрандта, но который продолжал процветать и позже. 
Особенностью некоторых работ Лауэра было то, что он размещал свои цветочные композиции на фоне пейзажа, а не в интерьерах или на нейтральном фоне. 
При жизни Лауэр был востребованным и коммерчески успешным художником, который регулярно выставлял свои работы в Вене по меньше мере между 1840 и 1860 годом. С 1851 года он был одним из первых членов Австрийской ассоциации художников, которая была основана тогда же по инициативе Фердинанда Георга Вальдмюллера.
Скончался Йозеф Лауэр в Вене в 1881 году.

## Натюрморты Йозефа Лауэра

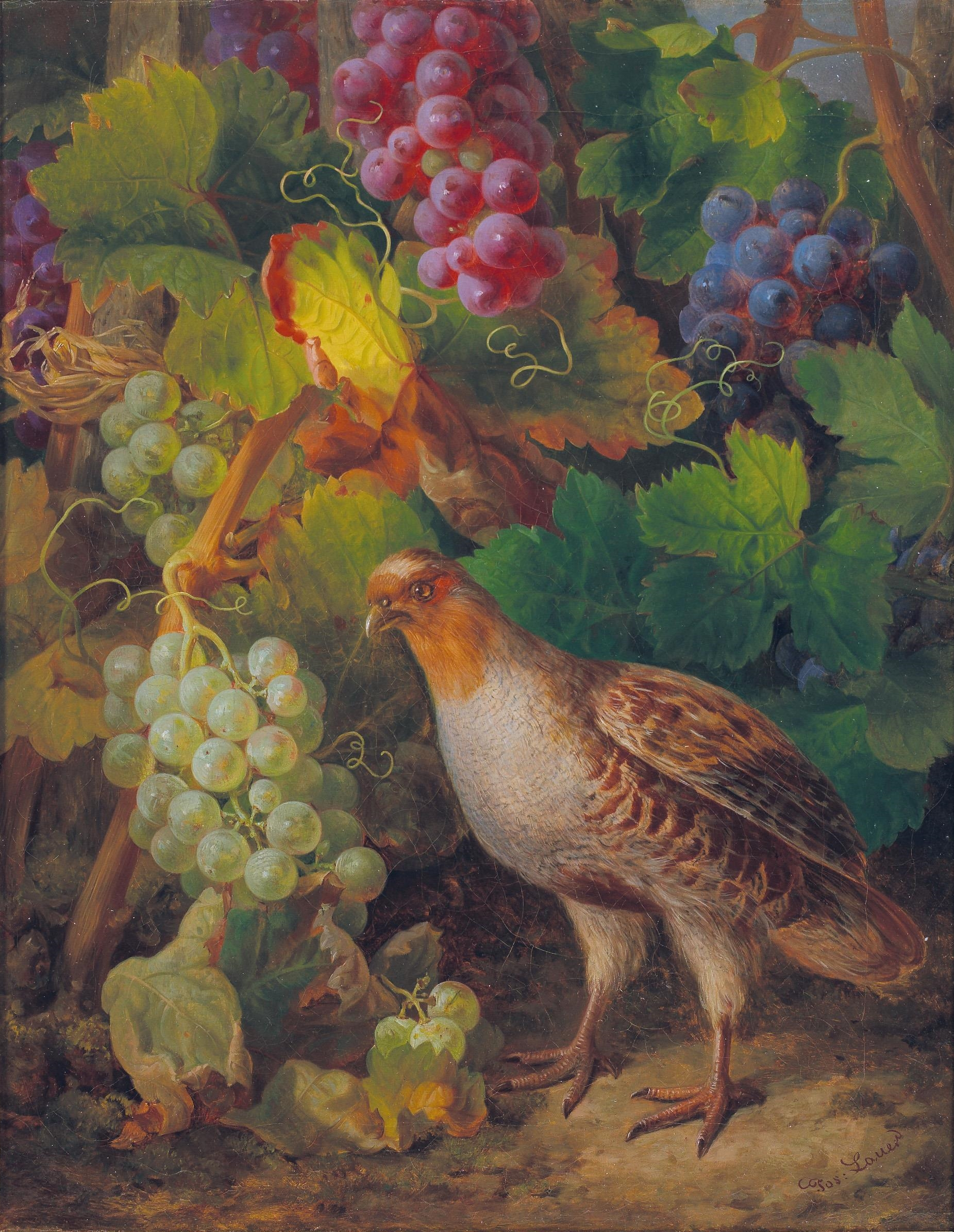
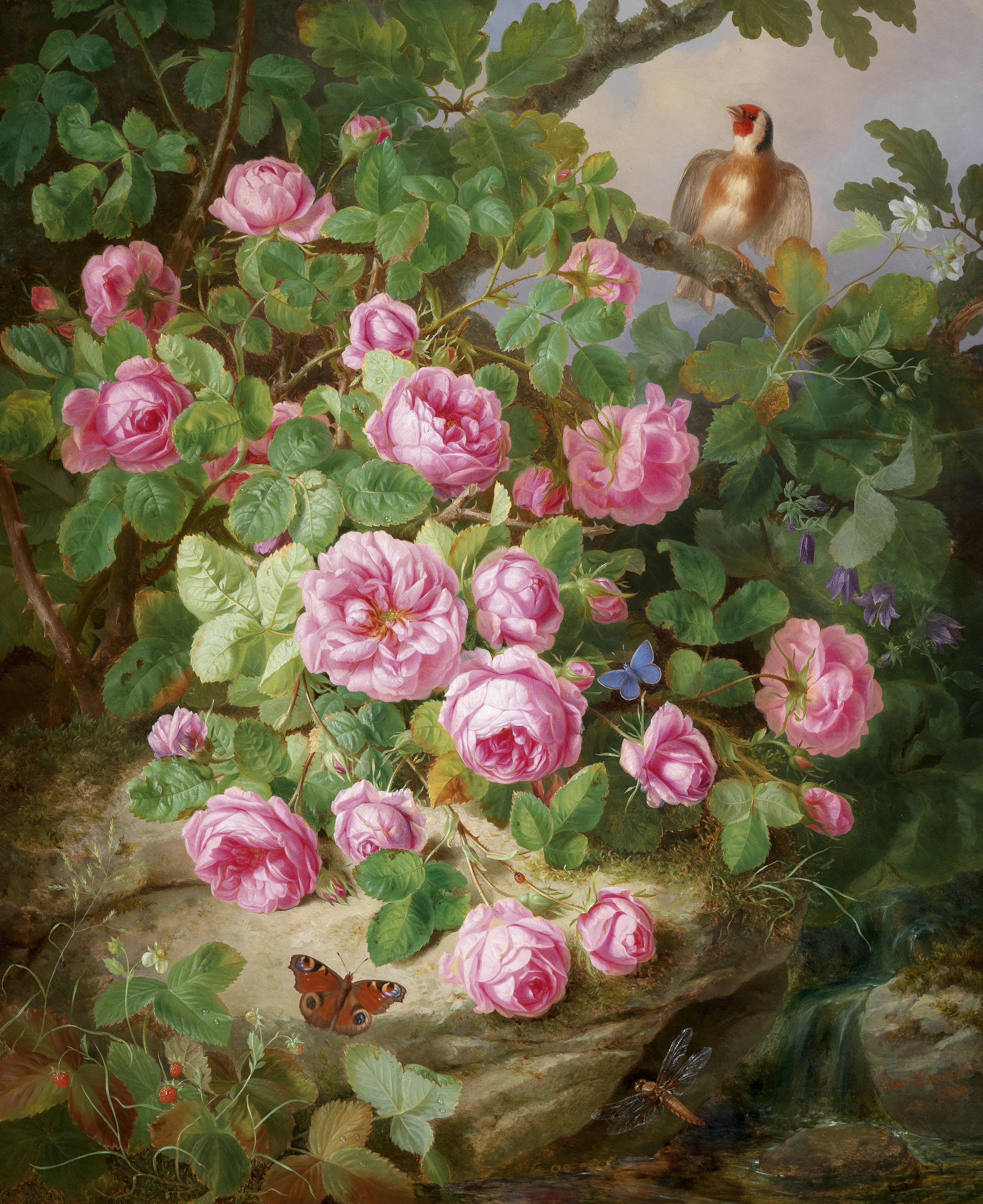
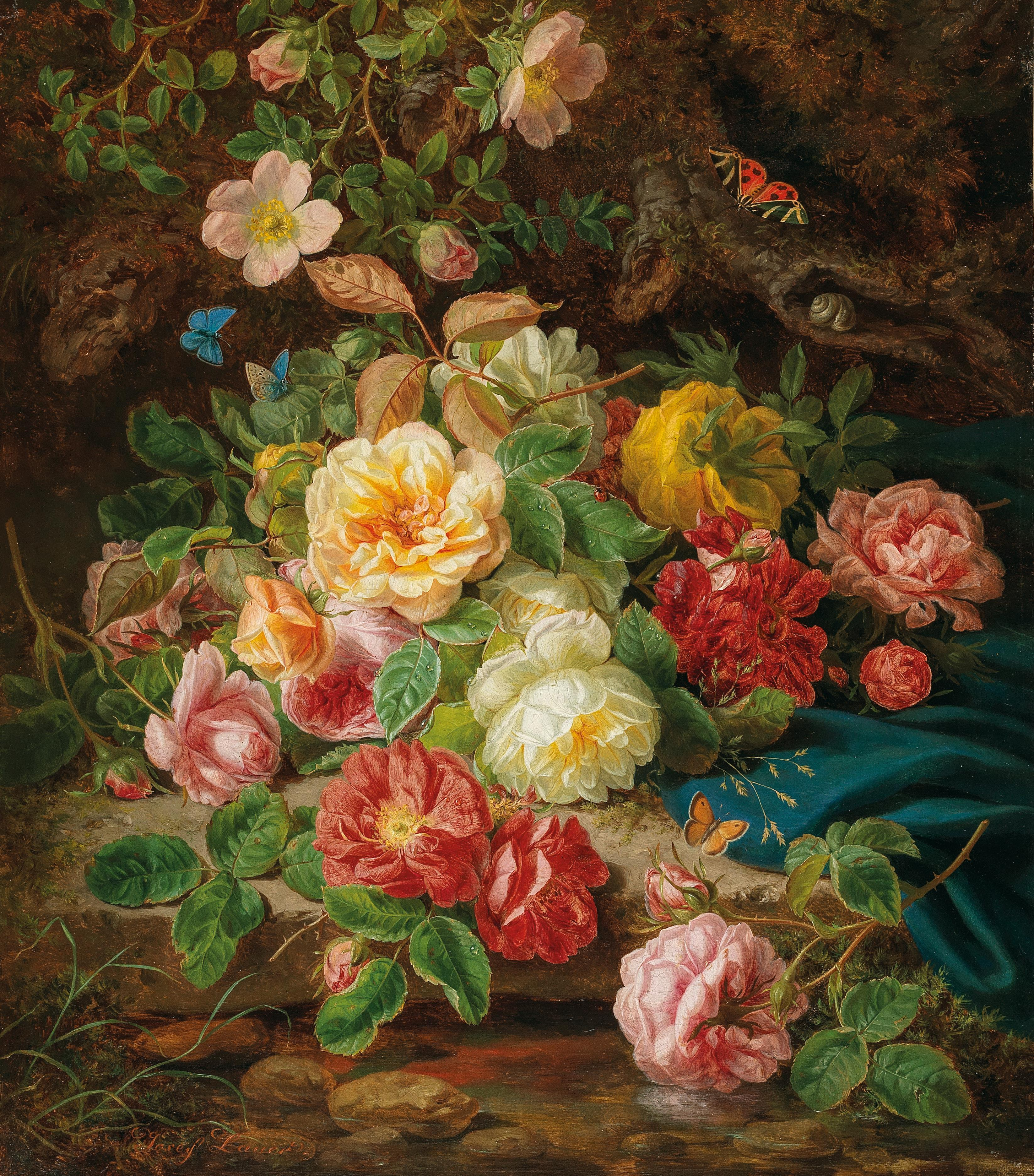
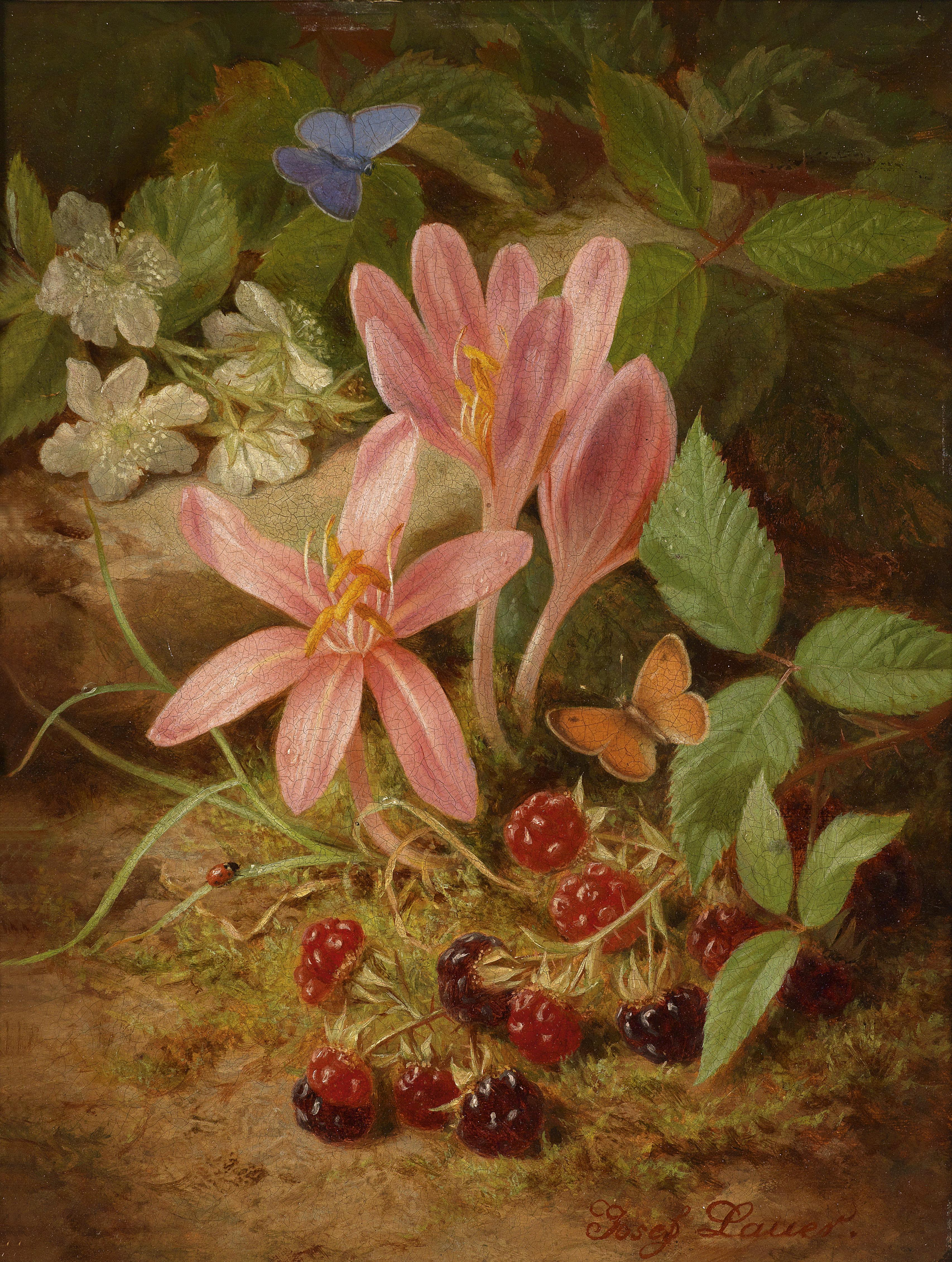
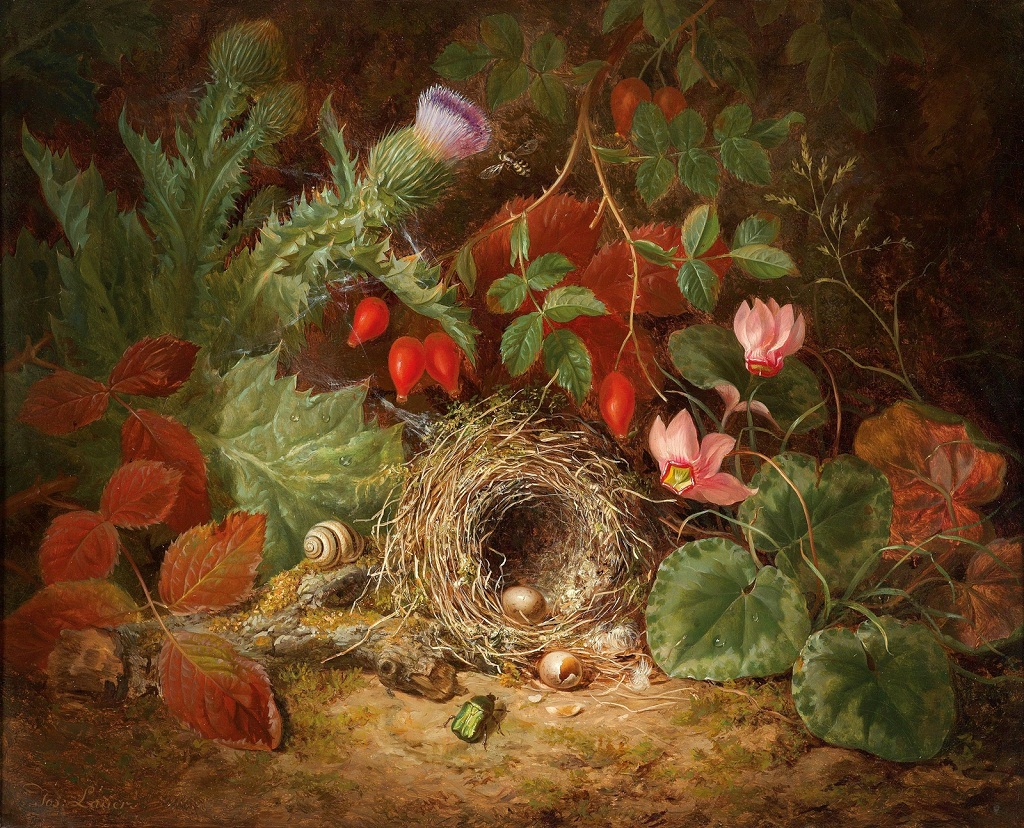
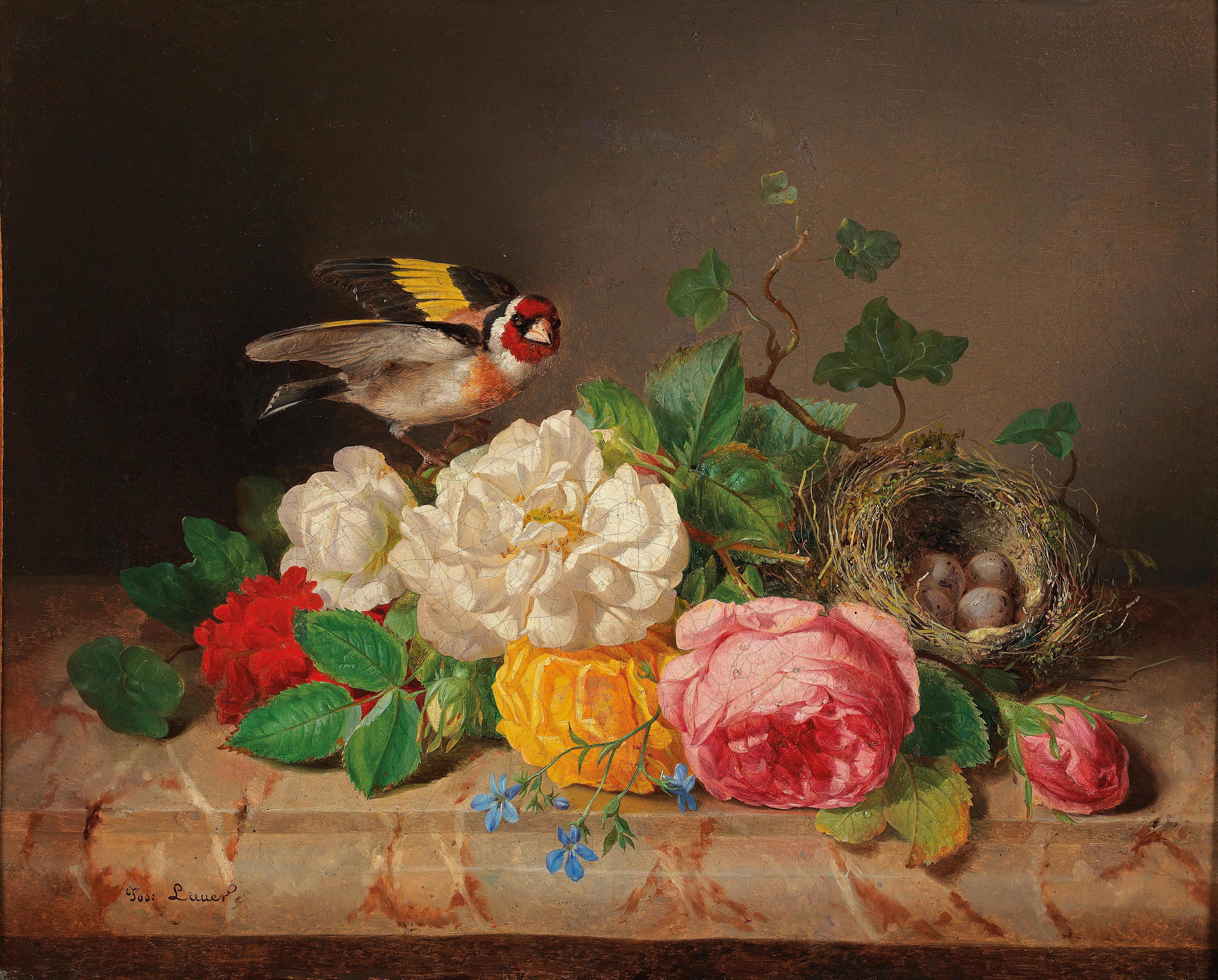
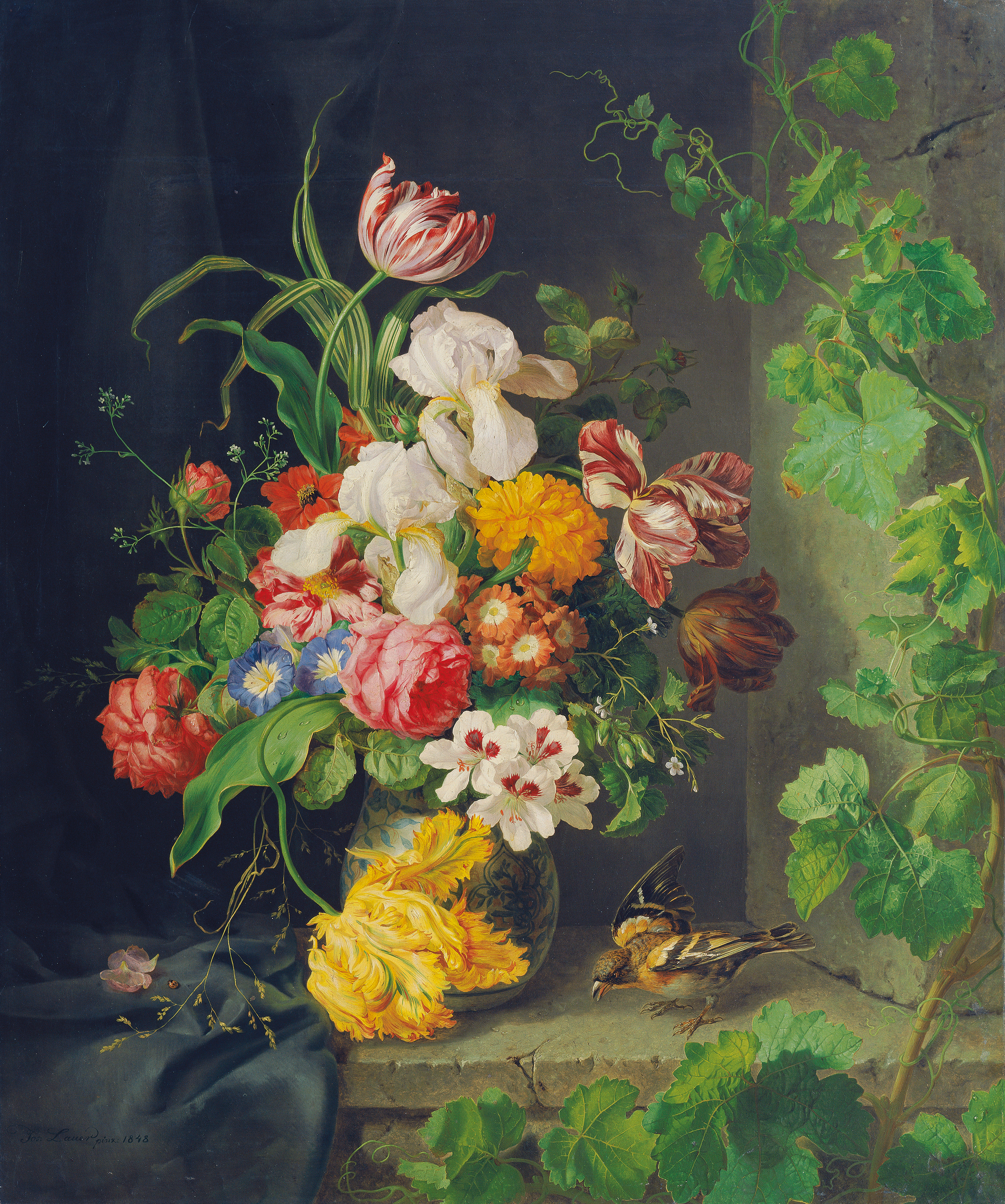
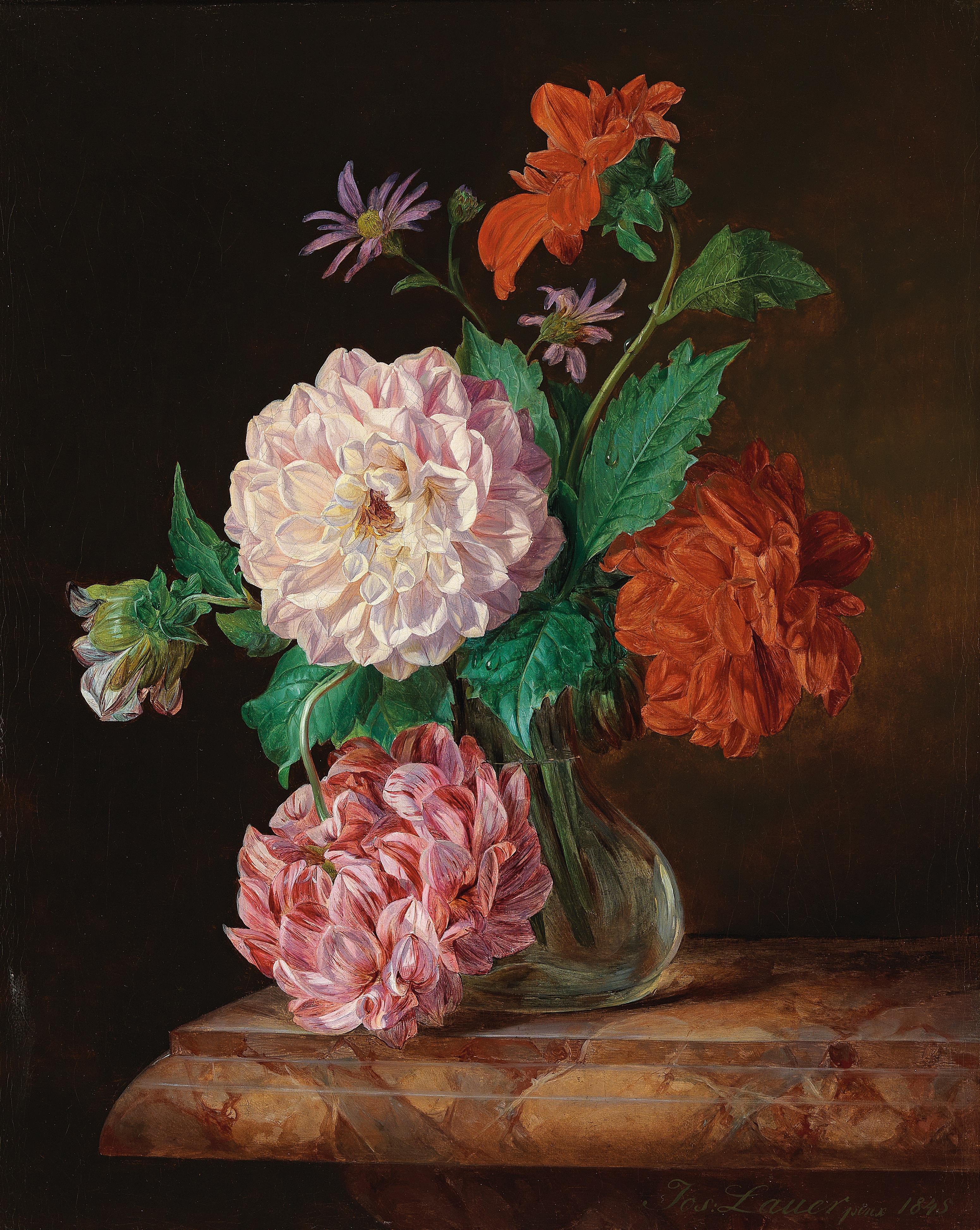
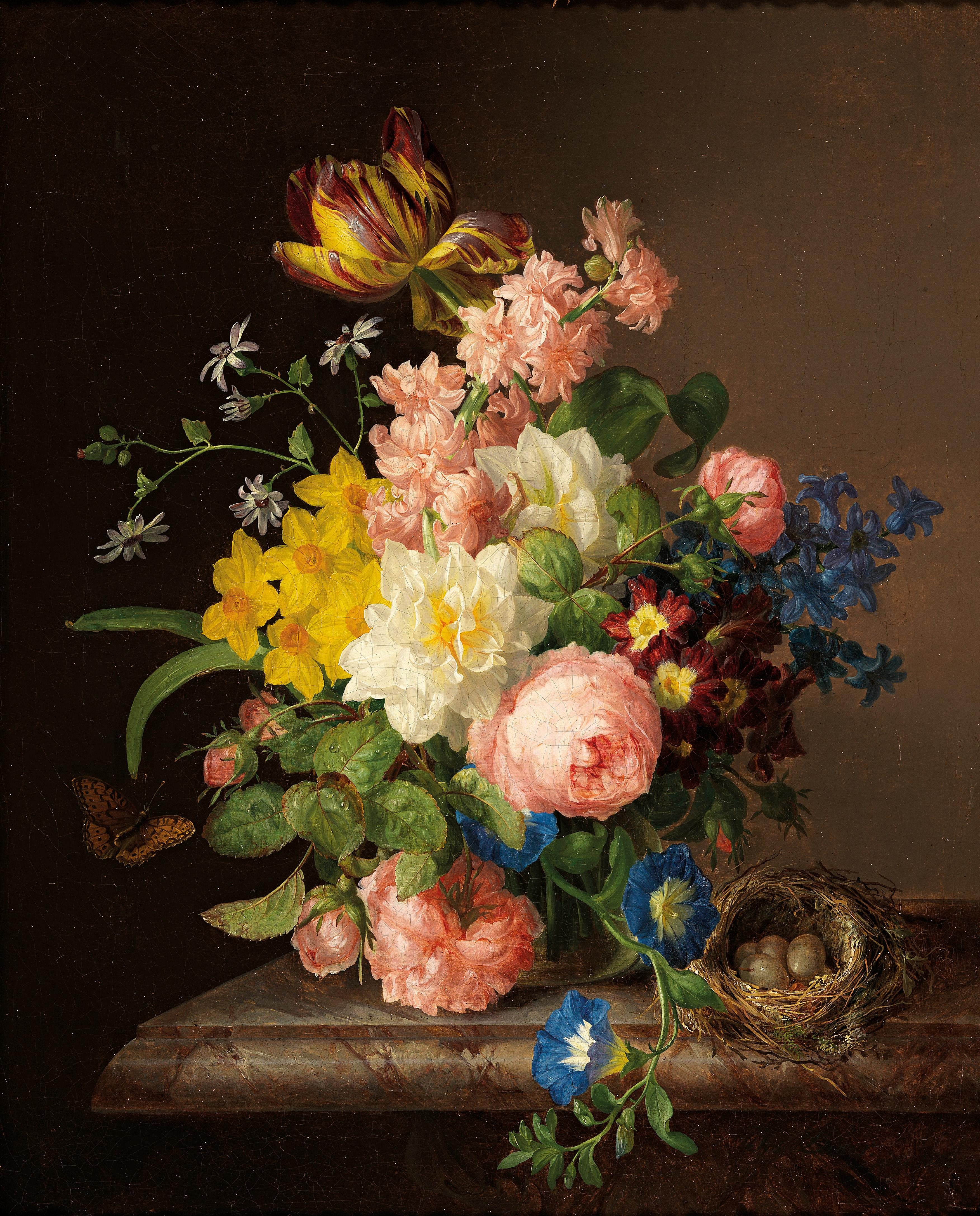
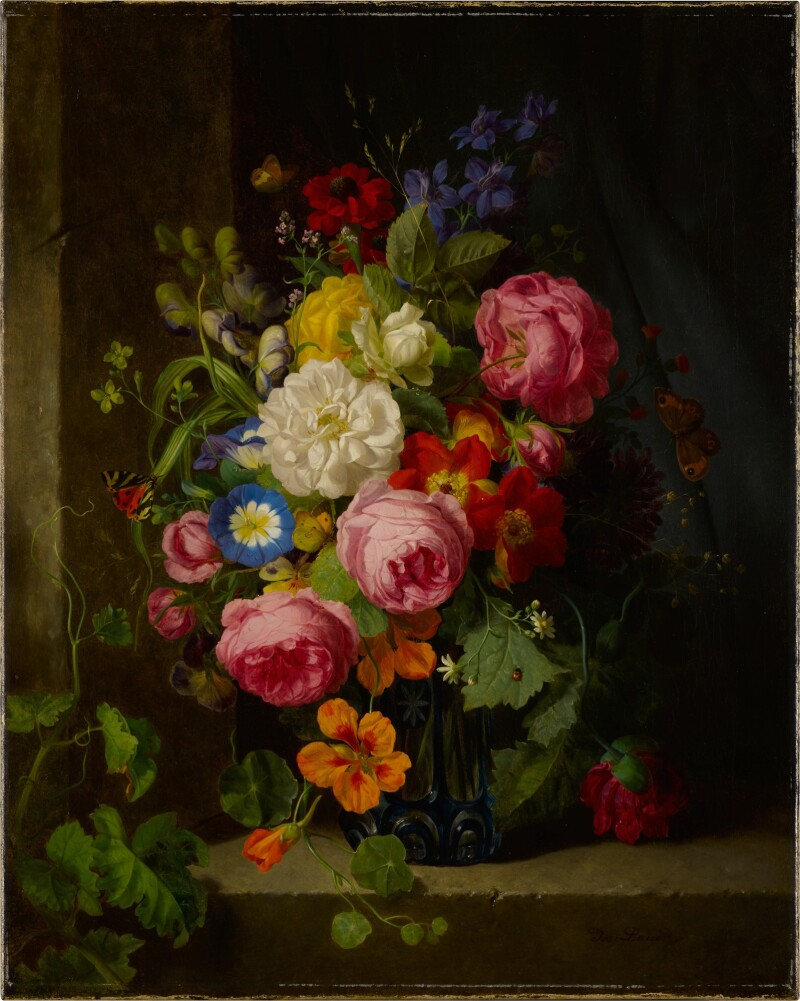
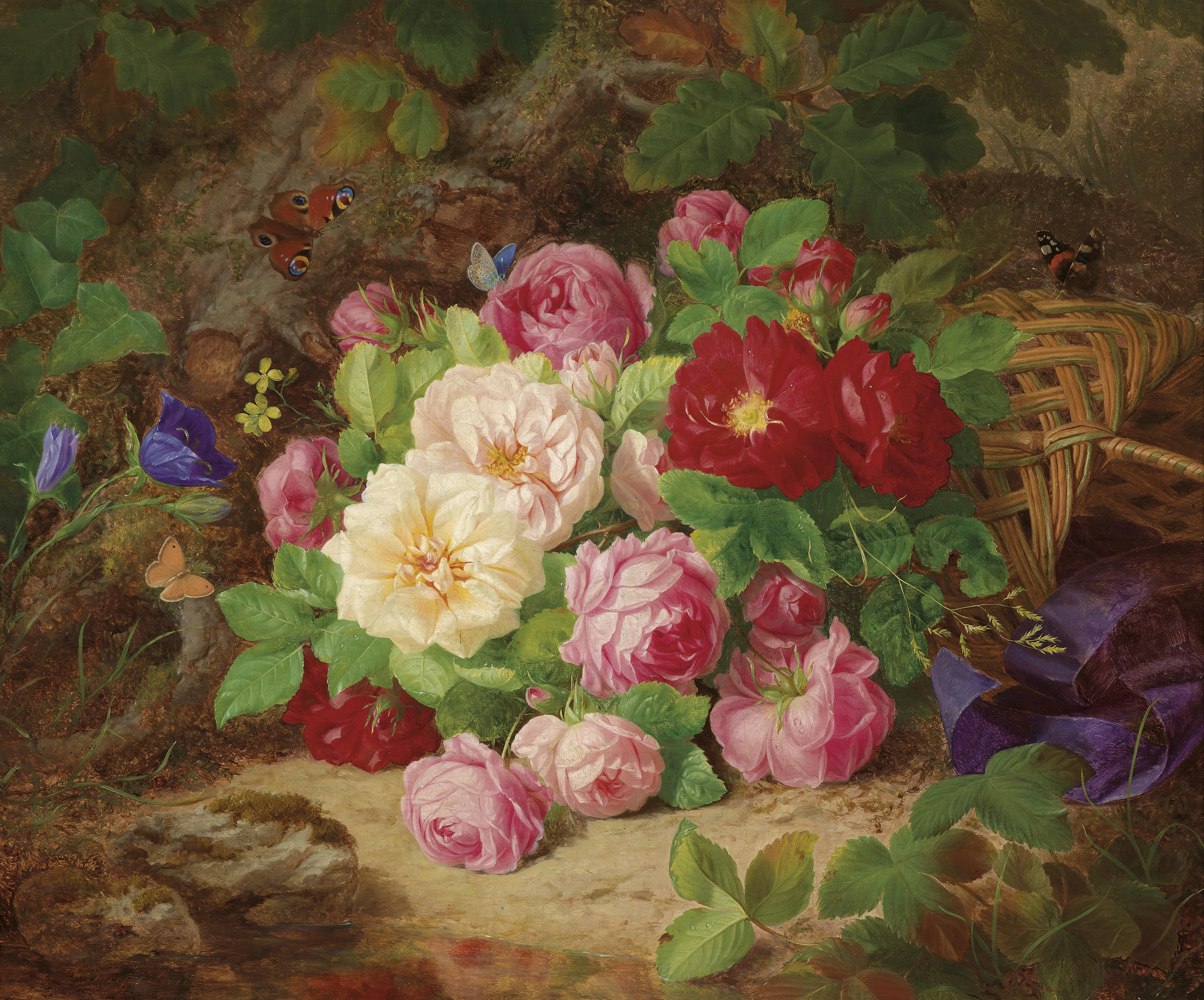
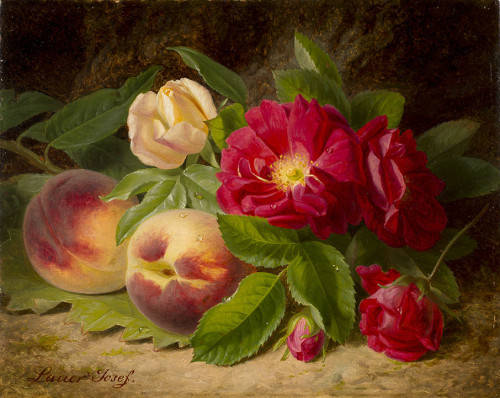